# 1080i

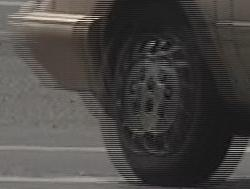
Приклад кадру, отриманого в результаті некоректного деінтерлейсінгу черезрядкового відео. Сучасні пристрої відображення використовують прогресивне розгортання і черезрядковий сигнал ТБ обов'язково піддається в них деінтерлейсінгу.

1080i — черезрядковий різновид єдиного міжнародного стандарту розгортання (англ. Common Image Format, CIF), що використовується в цифровому телебаченні високої чіткості HDTV. Стандарт передбачає співвідношення сторін екрану 16:9, і роздільну здатність зображення 1920 × 1080 квадратних пікселів. Кожен кадр відео 1080i передається у двох напівкадрах, по 540 рядків (вертикальних елементів) кожен. У парному напівкадрі передаються парні рядки зображення, а у непарному — непарні.